# Psyttalia dexter
Psyttalia dexter är en stekelart som först beskrevs av Filippo Silvestri 1913.  Psyttalia dexter ingår i släktet Psyttalia och familjen bracksteklar. Inga underarter finns listade i Catalogue of Life.